# Oh Ye-jin
Oh Ye-jin (10 de maio de 2005) é uma atiradora esportiva sul-coreana.

## Carreira
Nascida em 2005 em Hacheon-ri, Pyoseon-myeon, Namjeju -gun (atualmente Hacheon-ri, Pyoseon-myeon, Seogwiposi), ela se formou na Hanmaeum Elementary School, na Pyoseon Middle School, e na Jeju Girls' Commercial High School.
Em 2022, enquanto era estudante em Jeju Yeosang, foi selecionado como membro da seleção juvenil coreana e participou da seleção juvenil no Campeonato Asiático de Rifle de Ar de 2022, realizado em Daegu, Coreia do Sul, em novembro daquele ano. Ela venceu a prova de pistola de ar 10m, vencendo o companheiro de equipe Kim Yeon-woo, e conquistou a medalha de prata na prova por equipes, da qual participou com Kim Yeon-woo e Choi Yu-ri, atrás da Índia. Ele também venceu a categoria de pistola de ar 10 m na Competição de Rifle de Ar Juvenil do Leste Asiático, realizada em Seosan no mesmo mês.
Nos Jogos Olímpicos de Verão de 2024, em Paris, conquistou a medalha de ouro na prova de pistola de ar 10 m feminino.